# فرانک اوسبورن (بازیکن فوتبال)
فرانک اوسبورن (انگلیسی: Frank Osborne; ۱۴ اکتبر ۱۸۹۶ – ۸ مارس ۱۹۸۸) بازیکن فوتبال اهل آفریقای جنوبی بود.
از باشگاه‌هایی که در آن بازی کرده‌است می‌توان به باشگاه فوتبال فولام، باشگاه فوتبال بروملی، باشگاه فوتبال ساوت‌همپتون، و باشگاه فوتبال تاتنهام هاتسپر اشاره کرد.
وی همچنین در تیم ملی فوتبال انگلستان بازی کرده‌است.